# أليكس ستيبني
أليكس ستيبني (بالإنجليزية: Alex Stepney)، من مواليد 18 سبتمبر 1942، لاعب كرة قدم إنجليزي سابق.
لعب مع منتخب إنجلترا لكرة القدم.

## وصلات خارجية
- أليكس ستيبني على موقع الاتحاد الأوربي (الإنجليزية)
- أليكس ستيبني على موقع قاعدة بيانات كرة القدم.إي يو (الإنجليزية)
- أليكس ستيبني على موقع ناشيونال فوتبول تيمز (الإنجليزية)